# Bảo Hưng, Nhã An
Bảo Hưng (chữ Hán giản thể: 宝兴县, Hán Việt: Bảo Hưng huyện) là một huyện thuộc địa cấp thị Nhã An, tỉnh Tứ Xuyên, Cộng hòa Nhân dân Trung Hoa. Huyện này có diện tích 3114 km2, dân số năm 2002 là 60.000 người.
Huyện này được chia ra thành các đơn vị hành chính gồm 3 trấn, 7 hương và 1 hương dân tộc:
- Trấn: Mục Bình, Linh Quan, Lũng Đông.
- Hương: Đại Khê, Trung Bá, Ngũ Long, Minh Lễ, Vĩnh Phú, Dân Trị, Diêm Tĩnh.
- Hương dân tộc Tạng Khao Thích.